# Boris Uherský
Boris Uherský (maďarsky Borisz, rusky Борис Коломанович; 1113/1114 – 1154) byl pretendent uherského trůnu.

## Životopis
Narodil se jako syn uherského krále Kolomana a jeho pro cizoložství zapuzené choti Eufémie, dcery kyjevského knížete Vladimíra Monomacha. Zřejmě roku 1128 se zúčastnil neúspěšné revolty vůči uherskému králi Štěpánovi. Poté odešel do Byzance, kde se oženil a snažil se získat podporu císaře Jana II. Komnéna.
Roku 1131 bezdětný Štěpán zemřel a na trůn nastoupil jako jeho dědic oslepený bratranec Béla. Tehdy Boris znovu vystoupil se svými nároky na uherský trůn a získal zastání na polském dvoře Boleslava Křivoústého. Roku 1132 vpadl do Uher a z prohrané bitvy se spasil útěkem. Bélu vojensky podpořil švagr Adalbert Babenberský a Soběslav I. opakovaně vtrhl do Boleslavova Slezska. Až v srpnu 1135 se na říšském sněmu Boleslav vzdal svého chráněnce Borise a uznal Bélu uherským králem. Boris se svého snu o uherské koruně nevzdal, roku 1146 se utkal v marném boji s Bélovým synem Gejzou. O rok později se připojil k druhé křížové výpravě jejíž vůdce, francouzský král Ludvík VII., Borise odmítl Gejzovi vydat. Roku 1150 napadl ve službách byzantského císaře Manuela jižní část Uherska. Zemřel v bitvě s Pečeněhy roku 1154.